# Скат (горное дело)
Скат — наклонная подземная горная выработка, не имеющая непосредственного выхода на земную поверхность, пройденная по пласту или по породе и предназначенная для спуска полезного ископаемого под действием собственного веса. Скаты проводят обычно при разработке крутых пластов.